# Natasia Demetriou
Natasia Charlotte Demetriou (Londra, 15 gennaio 1984) è una comica, attrice e sceneggiatrice britannica di origini anglo-cipriote.

## Biografia
Demetriou nasce nel 1984 a Londra, da madre inglese e padre greco cipriota, e cresce nella zona di North London, dove vive tuttora. Suo fratello minore, Jamie, è anche lui comico e attore, e i due spesso collaborano. Ha studiato recitazione all'Università di Leeds, e prima di intraprendere la carriera da comica professionista ha lavorato come truccatrice e come autrice televisiva per le trasmissioni britanniche Anna & Katy e The Midnight Beast. Ha fatto parte del gruppo di sketch comedy "Oyster Eyes".
Esordisce in televisione nel 2013, mentre nel 2014 fa il suo primo spettacolo, You'll Never Have All of Me, grazie al quale si aggiudica il premio The Skinny per il miglior debutto all'Edinburgh Fringe dello stesso anno.

## Filmografia

### Attrice

#### Cinema
- The Festival, regia di Iain Kevan Morris (2018)
- Eurovision Song Contest - La storia dei Fire Saga, regia di David Dobkin (2020)

#### Televisione
- Live at the Electric – serie TV, 3 episodi (2014)
- Badults – serie TV, episodio 2x05 (2014)
- Top Coppers – serie TV, 2 episodi (2015)
- Comedy Playhouse – serie TV, episodio 18x03 (2017)
- Sick Note – serie TV, 2 episodi (2017-2018)
- Pls Like – serie TV, 3 episodi (2018)
- Stath Lets Flats – serie TV, 18 episodi (2018-2021)
- What We Do in the Shadows – serie TV, 61 episodi (2019-2024)
- The Road to Brexit, regia di Hanna Mackay – film TV (2019)
- This TIme with Alan Partridge – serie TV, 5 episodi (2021)

### Doppiatrice

#### Cinema
- L'elefante del mago, regia di Wendy Rogers (2023)
- Tartarughe Ninja - Caos mutante,regia di Jeff Rowe (2023)
- Orion e il Buio, regia di Sean Charmatz (2024)

#### Televisione
- La serie di Cuphead! –  serie animata,  2 episodi (2023)
- Kite Man: Hell Yeah!, serie animata, 8 episodi (2024)

## Teatro
- Natasia Demetriou and Ellie White are Gettin' Big al Soho Theatre (2018)[6]

## Programmi TV
- BBC Comedy Feeds, sitcom (2014-2015)
- @elevenish (2016)
- 8 Out of 10 Cats Does Countdown, concorrente (2016-2019)
- Dara O Briain's Go 8 Bit, concorrente (2018)
- 8 Out of 10 Cats, 2 episodi (2019-2020)
- The Big Flower Fight, conduttrice, 8 episodi (2020)

## Riconoscimenti
- BAFTA Television Awards
  - 2022 – Candidata alla migliore attrice comica per Stath Lets Flat[7]
  - 2023 – Candidata alla migliore attrice comica per Ellie e Natasia[8]
- Critics' Choice Awards
  - 2021 – Migliore attrice in una serie di fantascienza o fantasy per What We Do in the Shadows[9]
  - 2021 – Candidata alla migliore attrice comica per What We Do in the Shadows[10]
  - 2023 – Candidata alla migliore attrice in una serie horror per What We Do in the Shadows[11]
- Premi The Skinny
  - 2014 – Premio debuttante per You'll Never Have All of Me[6]
- Saturn Award
  - 2021 – Candidata alla miglior attrice non protagonista in una serie televisiva[12]